# The Musical Times
The Musical Times, título a menudo abreviado como MT, es una revista de música clásica editada en el Reino Unido. Se fundó en 1844 y desde entonces se ha publicado ininterrumpidamente, lo que la convierte en la más veterana del país. Su título fue The Musical Times and Singing Class Circular hasta 1903, fecha en la que se abrevió. Entre 1967 y 1987 Stanley Sadie dirigió la publicación.